# Hungria nos Jogos Olímpicos de Inverno de 1932
A Hungria mandou 4 competidores que disputaram uma modalidade nos Jogos Olímpicos de Inverno de 1932, em Lake Placid, nos Estados Unidos. A delegação conquistou 1 medalha no total, sendo uma de bronze.